# Constitution tunisienne de 2022
Lire en ligne

traduction en français
Wikisource : version arabe

Constitution tunisienne de 2014
La Constitution tunisienne de 2022 (2022 دستور تونس) est la Constitution actuelle de la Tunisie, adoptée le 25 juillet 2022 lors d'un référendum constitutionnel et entrée en vigueur le 16 août de la même année.
En tant que norme juridique suprême du pays, elle constitue la quatrième Constitution de l'histoire moderne du pays après celles de 1861, 1959 et 2014.

## Histoire

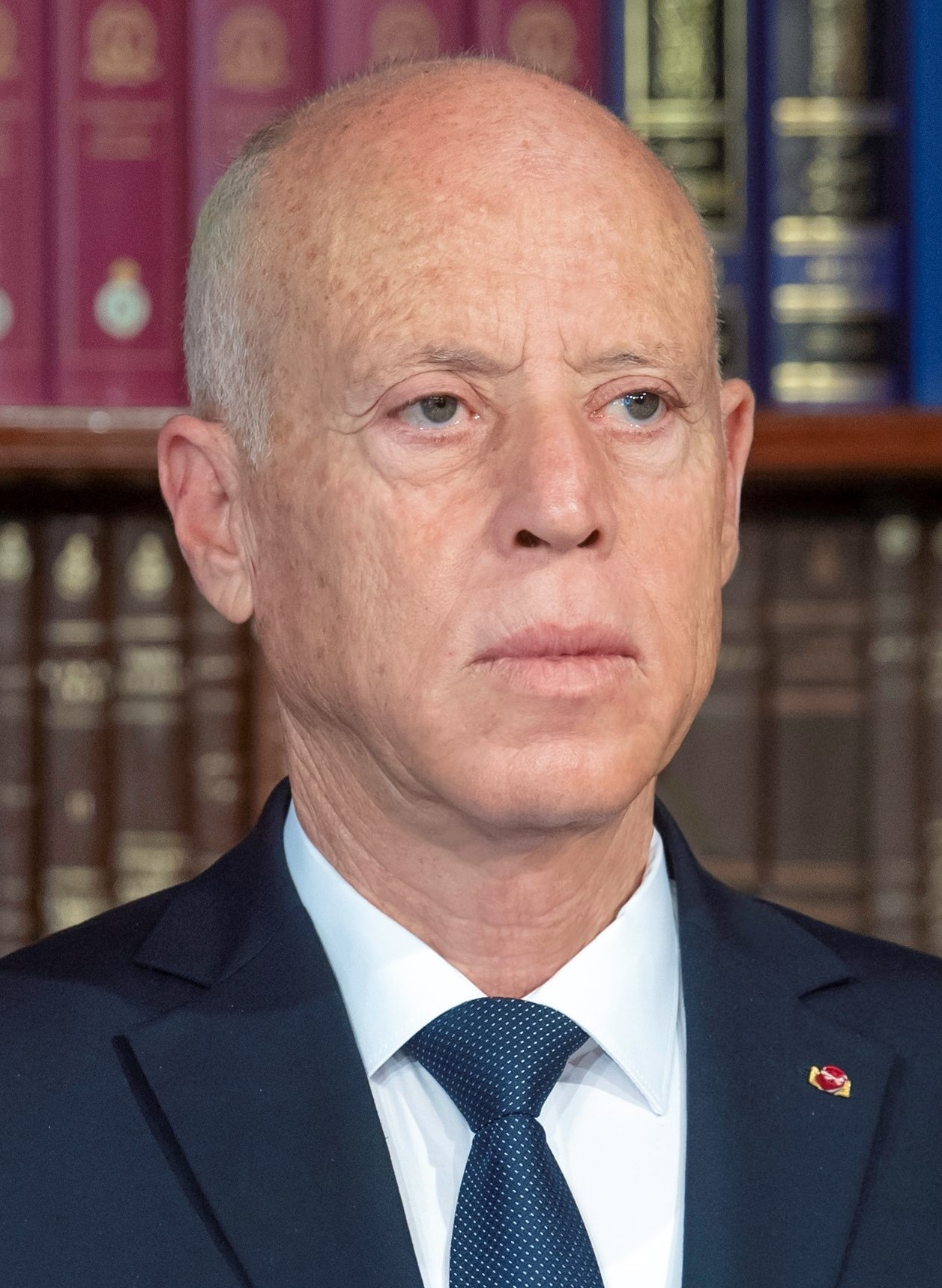
Kaïs Saïed en 2019.

Le 25 juillet 2021, jour de la Fête de la République, après des mois de crise politique entre le président de la République et le Parlement, des milliers de manifestants réclament la dissolution de l'Assemblée des représentants du peuple et un changement de régime. Ces rassemblements interviennent alors que s'aggrave la crise sanitaire liée à la pandémie de Covid-19. Le soir même, invoquant l'article 80 de la Constitution, Kaïs Saïed limoge le gouvernement Mechichi avec effet immédiat, en particulier Hichem Mechichi de ses attributions de chef du gouvernement et de ministre de l'Intérieur par intérim, annonce la suspension de l'Assemblée — dont il lève l'immunité des membres —, la formation d'un nouveau gouvernement — qui sera responsable devant lui — et sa décision de gouverner par décrets ; il indique également qu'il présidera le parquet. Ennahdha dénonce aussitôt un « coup d'État ». Cette qualification de coup d'État est partagée par des analystes politiques et juristes.
Du 15 janvier au 20 mars 2022 a lieu une consultation électronique sur les réformes à proposer en prévision du référendum. Lors du scrutin, qui a fait l'objet d'un très faible taux de participation, l'option d'un passage à un régime présidentiel l'emporte,,.
Le 1er juin 2022, un décret-loi est signé, modifiant la loi organique relative aux élections et aux référendums. L'Instance supérieure indépendante pour les élections (ISIE) devient responsable de tenir à jour un registre d'électeurs qui soit « précis, transparent, complet et à jour » et que les électeurs puissent consulter pour demander la mise à jour de leur inscription. De plus, l'ISIE doit procéder à l'inscription automatique de tous les électeurs non-inscrits en les répartissant dans les bureaux de vote les plus proches de leur lieu de résidence. Elle doit également publier une liste des participants à la campagne du référendum à la suite de la déposition de déclarations que l'ISIE peut se permettre de refuser par une décision motivée.
La date du référendum constitutionnel est fixée au 25 juillet 2022, malgré les critiques de l'opposition. Le texte doit être publié d'ici le 30 juin.

## Contenu
Début juin 2022, le juriste Sadok Belaïd, président de la commission consultative de rédaction de la nouvelle Constitution, indique qu'il remettra l'avant-projet le 15 juin au chef de l'État, et que celui-ci ne contient pas de référence à l'islam, contrairement aux Constitutions de 1959 et 2014. Celui-ci est cependant ambigu à la question de savoir s'il traite du pays ou de l'État. Le texte, dévoilé le 30 juin, institue un régime présidentiel et un parlement bicaméral. L'Assemblée des représentants du peuple est élue au suffrage universel, alors que le Conseil national des régions et des districts est élu au suffrage indirect par les conseils régionaux.
Les projets de loi déposés par le président sont examinés en priorité. Le président nomme le gouvernement sans avoir besoin du vote de confiance du Parlement,. Pour qu'une motion de censure soit adoptée, elle doit être votée par deux-tiers des membres des deux chambres du Parlement réunies. Les binationaux ne peuvent plus être candidats à la présidentielle.
Le président de la Cour constitutionnelle est chargé de l'intérim présidentiel. Les députés peuvent être révoqués et un député ne doit pas déposer un projet de loi s'il est budgetivore. Le président nomme également les membres de la Cour constitutionnelle et la Tunisie est décrite comme membre de la « oumma islamique » et l'« État seul doit œuvrer à la concrétisation des finalités de l'islam ». Le 3 juillet, Belaïd annonce que le texte soumis au référendum n'est pas celui élaboré et présenté par la commission, ajoutant qu'il renferme « des risques et des défaillances considérables ». La Constitution peut être réformée à l'initiative du président ou d'un tiers des députés. Le décret de septembre 2021 restera valable jusqu'à l'élection d'un nouveau Parlement.
Le Conseil supérieur de la magistrature est supprimé et remplacé par trois conseils pour chacun des trois ordres judiciaires. Au sujet de l'article 5 qui est modifié par rapport à son avant-projet, Belaïd dénonce un risque de « reconstruction du pouvoir des religieux » et un « retour aux âges obscurs de la civilisation islamique ». Le président de la République reconnaît le 8 juillet que des erreurs ont été commises et annonce qu'il apportera des corrections et des précisions au projet de Constitution qui sont publiés le soir même dans le Journal officiel de la République tunisienne (JORT),. Parmi les modifications apportées, l'expression « dans le cadre d'un système démocratique » est ajouté à l'article 5 afin d'atténuer celle des « principes de l'Islam », ainsi que l'allusion aux « bonnes mœurs » pour limiter les libertés qui est retiré.
Le texte publié au JORT le 17 août comporte des modifications par rapport à la mouture soumise au vote.

## Articles
La Constitution se compose de 142 articles, répartis en onze chapitres,.
- Préambule à la Constitution
- Chapitre I : dispositions générales (art. 1 à 21)[30]
- Chapitre II : des droits et libertés (art. 22 à 55)[31]
- Chapitre III : la fonction législative (art. 56 à 86)[32]
- Chapitre IV : la fonction exécutive (art. 87 à 116)[33]
- Chapitre V : la fonction juridictionnelle (art. 117 à 124)[34]
- Chapitre VI : la Cour constitutionnelle (art. 125 à 132)[35]
- Chapitre VII : les collectivités locales et régionales (art. 133)[36]
- Chapitre VIII : l'Instance supérieure indépendante pour les élections (art. 134)[37]
- Chapitre XI : le Conseil supérieur de l'éducation et de l'enseignement (art. 135)[38]
- Chapitre X : la révision de la Constitution (art. 136 à 138)[39]
- Chapitre XI : dispositions transitoires et finales (art. 139 à 142)[40]